# Driver Booster
Driver Booster est un utilitaire de mise à jour des pilotes obsolètes pour Windows. Il est développé par iObit.

## Fonctionnalités
Driver Booster est un utilitaire qui permet de mettre à jour les pilotes, ("drivers" en anglais), d'un ordinateur. Il permet de télécharger la dernière version et de l'installer afin d'améliorer les performances du système et/ou à sa stabilité